# Turbuneeme
Turbuneeme est un village de la commune de Kuusalu du comté de Harju en Estonie. Au 31 décembre 2011, il comptait 68 habitants.
Il se trouve sur la péninsule de Pärispea.